# Investigación básica
La investigación básica, también llamada investigación pura o investigación fundamental, es un tipo de investigación científica con el objetivo de mejorar las teorías científicas para una mejor comprensión y predicción de fenómenos naturales o de otro tipo. Por el contrario, la investigación aplicada utiliza teorías científicas para desarrollar tecnología o técnicas que pueden utilizarse para intervenir y alterar fenómenos naturales o de otro tipo. Aunque a menudo impulsada simplemente por la curiosidad,  la investigación básica a menudo alimenta las innovaciones tecnológicas de la ciencia aplicada.  Los dos objetivos a menudo se practican simultáneamente en investigación y desarrollo coordinados.

## Descripción general
La investigación se enfoca en crear y refutar o apoyar teorías que explican los fenómenos observados. La investigación pura es una fuente de nuevas ideas científicas y formas de pensar sobre el mundo. Puede ser exploratorio, descriptivo o explicativo. La investigación básica genera nuevas ideas, principios y teorías, que pueden no utilizarse de inmediato, pero que, sin embargo, forman la base del progreso y el desarrollo en diferentes campos.

A pesar de que las personas inteligentes trabajaron en este problema durante 50 años, todavía estamos descubriendo cosas sorprendentemente básicas sobre la historia más antigua de nuestro mundo. Es bastante humillante.
Matija Ćuk, científico del Instituto SETI e investigador principal, noviembre de 2016

## Ciencias básicas versus aplicadas
La ciencia aplicada se centra en el desarrollo de tecnología y técnicas. En cambio, la ciencia básica desarrolla el conocimiento científico y las predicciones, principalmente en las ciencias naturales pero también en otras ciencias empíricas, que sirven de fundamento científico a la ciencia aplicada. La ciencia básica desarrolla y establece información para predecir fenómenos y tal vez comprender la naturaleza, mientras que la ciencia aplicada utiliza partes de la ciencia básica para desarrollar intervenciones a través de tecnología o técnicas para alterar eventos o resultados. Las ciencias básicas y aplicadas pueden interactuar estrechamente en la investigación y el desarrollo. 
Un trabajador en la investigación científica básica está motivado por una gran curiosidad por lo desconocido. Cuando sus exploraciones arrojan nuevos conocimientos, experimenta la satisfacción de quienes alcanzan por primera vez la cima de una montaña o la parte superior de un río que fluye a través de un territorio inexplorado. El descubrimiento de la verdad y la comprensión de la naturaleza son sus objetivos. Su posición profesional entre sus compañeros depende de la originalidad y solidez de su trabajo. La creatividad en la ciencia es de la misma tela que la del poeta o pintor.
Si bien la mayor parte de la innovación toma la forma de ciencia aplicada y la mayor parte de la innovación ocurre en el sector privado, la investigación básica es un precursor necesario para casi toda la ciencia aplicada y las instancias asociadas de innovación. Aproximadamente el 76% de la investigación básica es realizada por universidades.
Se puede hacer una distinción entre la ciencia básica y disciplinas como la medicina y la tecnología. Se pueden agrupar como STM (ciencia, tecnología y medicina; no debe confundirse con STEM [ciencia, tecnología, ingeniería y matemáticas]) o STS (ciencia, tecnología y sociedad). Estos grupos están interrelacionados y se influyen mutuamente, aunque pueden diferir en detalles como métodos y estándares.
El Premio Nobel mezcla las ciencias básicas con las aplicadas para su concesión en Fisiología o Medicina. Por el contrario, los premios de la Royal Society of London distinguen las ciencias naturales de las ciencias aplicadas.

## Otras lecturas
- Levy, David M. (2002). «Research and Development».  En David R. Henderson, ed. Concise Encyclopedia of Economics (1st edición). Library of Economics and Liberty. OCLC 317650570, 50016270 y 163149563

- Datos: Q964754